# Kilbrin
Kilbrin är en ort i republiken Irland.   Den ligger i grevskapet County Cork och provinsen Munster, i den sydvästra delen av landet, 220 km sydväst om huvudstaden Dublin. Kilbrin ligger 105 meter över havet och antalet invånare är 174.
Terrängen runt Kilbrin är huvudsakligen platt, men söderut är den kuperad. Runt Kilbrin är det ganska glesbefolkat, med 21 invånare per kvadratkilometer. Närmaste större samhälle är Mallow, 15,5 km sydost om Kilbrin. Trakten runt Kilbrin består i huvudsak av gräsmarker.